# سیرو آیریستولا
سیرو آیریستولا (فنلاندی: Siru Airistola؛ زادهٔ ۲۴ سپتامبر ۱۹۸۷) خواننده، و آهنگساز اهل فنلاند است. وی از سال ۲۰۱۴ میلادی تاکنون مشغول فعالیت بوده است.